# 도나 데리코
도나 데리코(Donna D'Errico, 1968년 3월 30일 ~ )는 미국의 배우, 모델이다.
2012년 노아의 방주를 찾기 위해 아라라트산을 등반하였다.

## 출연 작품

### 영화
- 캔디맨 3 (1999)
- 맨 인 화이트 (1998, National Lampoon's Men in White)
- Kiss the Bride (2002)
- 오스틴 파워: 골드멤버 (2002)

### 텔레비전
- SOS 해상 구조대 (1996-98)
- 미녀마법사 사브리나 (1997)